# Rímac (navire)
Pour les articles homonymes, voir Rímac.
Le Rímac était un navire de transport militaire qui a participé à la guerre du Pacifique (1879-1884), d'abord avec la marine chilienne , puis avec la marine péruvienne après sa capture en 1879.
Il a été construit par R. & J. Evans & Co. à Liverpool pour la Compañía Sud Americana de Vapores (CSAV ). Sa coque était en fer et sa propulsion était à deux hélices actionnées par deux machines à vapeur à double expansion construites par Fawcett, Preston & co. de Liverpool.
Il était armé de 4 vieux canons à noyau lisse qui appartenaient à l'origine à la corvette Esmeralda  détruite le 21 mai 1879, dont la portée maximale n'était que de 810 mètres. Plus tard, en septembre 1879 et sous le service du Pérou, des armes plus modernes ont été ajoutées.

## Opérations de guerre
Marine chilienne  :

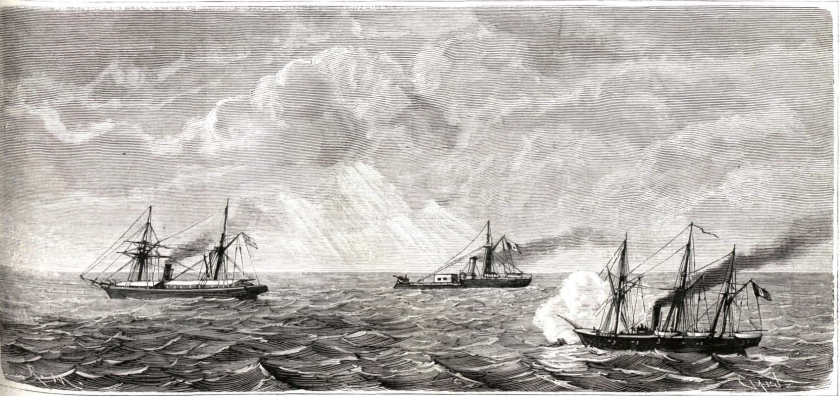
Vue d'artiste du transport Rímac capturé par le Huáscar et l' Unión d'après une gravure publiée dans La Ilustración Española y Americana (1879).

Il a été mis, avec le Loa et l' Itata, comme navires de transport au service du Gouvernement du Chili, pendant la guerre du Pacifique, conformément à l'accord de don du 5 mai 1874, Sa première mission fut le transport de troupes à Antofagasta dans un convoi qui atteignit sa destination le 22 mai 1879.
Il fut capturé par le monitor Huáscar et la corvette Unión, au large d'Antofagasta, le 23 juillet 1879, alors qu'il transportait, dans sa seconde mission, le régiment des Carabineros de Yungay (258 hommes), 215 chevaux, un canon de 300 livres et de nombreuses armes, munitions et fournitures. Le Chili a dû payer 57.000 £ à la CSAV pour la perte du navire.
Marine péruvienne  :
Le navire a été incorporé dans la marine péruvienne et le 28 juillet 1879, il a fait sa première mission, emmenant un bataillon de Mollendo à Arica. Le 15 décembre 1880 à Callao, l'évaluation du navire et de sa cargaison (700 tonnes de charbon et 200 chevaux) était évaluée à 65.216 £.
Il a été coulé par les péruviens le 17 janvier 1881, à l'entrée des chiliens à Lima et Callao. Il a été renfloué en juin 1881 et mis aux enchères. Réparé, a été baptisé Lautaro le 5 septembre 1882. Pendant la guerre d'indépendance du Panama vis-à-vis de la Colombie avec l'aide des États-Unis, a été coulée au Panama le 20 janvier 1902.